# Горожанкин, Александр Васильевич
Александр Васильевич Горожанкин (25 мая 1914 — 12 февраля 1991) — советский военачальник, контр-адмирал, участник советско-финской и Великой Отечественной войн.

## Биография
Александр Васильевич Горожанкин родился 25 мая 1914 года в деревне Верхне-Атаманское (ныне — Старооскольский район Белгородской области). В 1934 году окончил второй курс Воронежского авиационного техникума, после чего был призван на службу в Военно-морской флот СССР. В 1938 году окончил Высшее военно-морское училище имени М. В. Фрунзе. Служил командиром минного сектора подводной лодки «С-6», участвовал в советско-финской войне. С февраля 1941 года занимал должность минёра 1-го дивизиона подводных лодок 1-й бригады подводных лодок Балтийского флота. В этой должности встретил начало Великой Отечественной войны.
В апреле 1942 года Горожанкин был назначен помощником командира подводной лодки «С-7» 1-го дивизиона подводных лодок Балтийского флота. Неоднократно участвовал в боевых выходах в открытое море, ни разу не допустил отказа торпед. Уже во время одного из первых боевых выходов его подлодка потопила немецкий танкер водоизмещением 15 тысяч тонн. Участвовал в обороне морских подступов к Ленинграду.
В октябре 1942 года Горожанкин был переведён в Разведывательный отдел штаба Волжской военной флотилии, служил старшим командиром по информации и по войсковой разведке. Участвовал в Сталинградской битве. Проявил себя как умелый руководитель войсковой разведки, вёл наблюдение за минными постановками, собирал сведения о тактических приёмах авиации Германии и её союзников на Волге. Это выразилось в составленном им описании, ставшем ценным материалом для принятия мер противодействия вражеским самолётам. В октябре 1943 года был направлен в Разведывательное управление Главного морского штаба, где служил старшим командиром штабной службы 2-го отделения 6-го отдела, занимавшегося агентурной работой.
После окончания войны продолжал службу в Военно-морском флоте СССР. Был помощником командира, командиром ряда подводных лодок на Балтийском флоте. Позднее был начальником штаба, командиром бригад, дивизий подводных лодок. В 1952 году окончил основной факультет Военно-морской академии имени К. Е. Ворошилова. С августа 1960 года занимал должность начальника Управления боевой подготовки — заместителя начальника штаба Северного флота. В марте 1963 года направлен на преподавательскую работу, был заместителем начальника сначала 2-го Высшего военно-морского инженерного училища, а затем Ленинградского высшего военно-морского инженерного училища. В марте 1973 года был уволен в запас. Умер 12 февраля 1991 года, похоронен на Серафимовском кладбище Санкт-Петербурга.

## Награды
- Орден Красного Знамени (3 ноября 1953 года);
- Орден Отечественной войны 1-й степени (6 апреля 1985 года);
- Орден Отечественной войны 2-й степени (4 сентября 1945 года);
- 2 ордена Красной Звезды (15 ноября 1950 года, 28 апреля 1963 года);
- Медали «За боевые заслуги» (3 ноября 1944 года), «За оборону Ленинграда», «За оборону Сталинграда» и другие медали.